# Seize the day
Seize the day is een ep van Galahad. De band nam het nummer van Battle scars opnieuw op in een verkorte versie. Deze track verscheen samen met vijf andere op deze eerste ep in een serie van drie. Bug eye is afkomstig van het album Following ghosts. De ep werd opgenomen in The Thin Ice geluidsstudio door Karl Groom, behalve de livetrack.
. 

## Musici
- Stu Nicholson - zang
- Roy Keyworth – gitaren, zang
- Neil Pepper – basgitaar, zang
- Dean Baker – toetsinstrumenten, zang
- Spencer Luckman – slagwerk, zang

Met
- Karl Groom – gitaar op 21st Century painted lady
- Ray Keystone – basgitaar op 21st Century painted lady

## Muziek
| Nr. | Titel                                            | Duur  |
| --- | ------------------------------------------------ | ----- |
| 1.  | Seize the day (singleversie)                     | 4:03  |
| 2.  | Seize the day (albumversie)                      | 8:31  |
| 3.  | 21st Century painted lady (versie met zang)      | 4:31  |
| 4.  | 21st Century painted lady (instrumentale versie) | 4:31  |
| 5.  | Bug eye (versie 2014)                            | 8:54  |
| 6.  | Bug eye (live-versie)                            | 12:12 |